# لويز لورين
لويز لورين (بالإنجليزية: Louise Lorraine)‏ هي ممثلة أمريكية، ولدت في 1 أكتوبر 1901 بسان فرانسيسكو في الولايات المتحدة، وتوفيت في 2 فبراير 1981 بنيويورك في الولايات المتحدة بسبب مرض.

## وصلات خارجية
- لويز لورين على موقع IMDb (الإنجليزية)
- لويز لورين على موقع أول موفي (الإنجليزية)
- لويز لورين على موقع قاعدة بيانات الأفلام السويدية (السويدية)
- لويز لورين على موقع قاعدة بيانات الفيلم (الإنجليزية)